# ديتريش كيليان
ديتريش كيليان (بالألمانية: Dietrich Kilian)‏ هو عالم موسيقى ألماني، ولد في 3 مايو 1928 في Roßlau ‏ في ألمانيا، وتوفي في 6 سبتمبر 1984.